# Быстрицы
Быстрицы — упразднённый погост в Гороховецком районе Владимирской области России.

## География
Урочище находится в восточной части области, в зоне хвойно-широколиственных лесов, на правом берегу реки Клязьмы, на расстоянии 5 километров (по прямой) к западо-юго-западу от города Гороховец, административного центра района.

### Климат
Климат характеризуется как умеренно континентальный. Средняя температура воздуха самого холодного месяца (января) — −11,2 °C (абсолютный минимум — −45 °С), средняя температура воздуха самого тёплого месяца (июля) — +18,4 °С (абсолютный максимум — +38 °С). Безморозный период длится около 139 дней. Годовое количество атмосферных осадков составляет около 556 мм, из которых 387 мм выпадает в период с апреля по октябрь. Снежный покров держится в среднем около 149 дней.

## История
В «Списке населенных мест Владимирской губернии по сведениям 1859 года» населённый пункт упомянут как погост Быстрицкий Гороховецкого уезда, расположенный в 7 верстах от уездного города. В деревне насчитывалось 9 дворов и проживало 35 человек (16 мужчин и 19 женщин).
По состоянию на 1905 год, в Вырыпаеве имелось 3 двора и проживало 10 человек. В административном отношении погост входил в состав Красносельской волости.
По данным 1926 года, имелось 2 крестьянских хозяйства и проживало 12 человек (7 мужчин и 5 женщин). Являлся частью Больше-Лужковского сельсовета Гороховецкой волости Вязниковского уезда.

## Храм
Действовала православная церковь во имя святого Николая Чудотворца, которая упоминается уже в источниках начала XVII века.
В 1743 году вместо деревянной церкви, на средства гороховецкого купца Ивана Холкина, был возведён новый каменный двухэтажный храм. В 1746 году престол нижнего этажа был освящен во имя св. Николая Чудотворца, а 1761 году освятили престол верхнего этажа в честь Рождества Христова (престол был переименован в 1871 году в честь Боголюбской иконы Божией Матери).
В 1868 году Никольский храм был перестроен, а в 1871 году рядом была возведена новая каменная колокольня. В 1897 году к Быстрицкому приходу относилось 1828 человек, проживавших в 14 окрестных деревнях.